# Aleksandr Tormàssov
El comte Aleksandr Petróvitx Tormàssov (rus: Александр Петрович Тормасов - 11 d'agost de 1752 - 13 de novembre de 1819) fou un prominent general de cavalleria rus durant les Guerres Napoleòniques.

## Primers anys
Aleksandr Tormàssov descendia d'una antiga família noble. A l'edat de deu anys, va entrar en servei a la Cort Imperial com a patge i, a continuació, amb 20 anys, en 1772 es va iniciar el servei militar com a tinent en el regiment d'infanteria de Viatka. Al cap d'unes setmanes es va unir a l'equip de Iàkov Bruce com a ajudant de camp. Tres anys més tard Tormàssov formava i dirigia el regiment de caçadors de Finlàndia amb el rang de tinent coronel. En 1782 el príncep Potiomkin li va encarregar una operació a Crimea. Després d'axiò Tormàsssov va comandar els Hússars Dolmatski, sobre la base dels quals va formar i va liderar el regiment alexandría de cavalleria lleugera amb el rang de coronel.

## Temps com a general
En 1788-1791 va participar en la Guerra russoturca, i serví al Setge d'Otxàkov i fent batudes al riu Danubi. Fou ascendit a Major General el 21 de març de 1791. Va comandar la cavalleria del flanc esquerre a la batalla de Măcin, per la qual va rebre l'Ordee de Sant Jordi tercera classe. En 1792 i 1794 va servir amb èxit contra la Confederació de Polònia i Lituània durant la Guerra russopolonesa de 1792 i a la Insurrecció de Kościuszko, dirigint una columna sota les ordres de Suvórov en l'assalt a Praga.
Igual que molts altres generals d'aquesta època, fou destituït per l'emperador Pau I l'11 de juliol de 1799 i va ser empresonat a la fortalesa Dünamünde durant diversos mesos. El 16 de novembre 1800 va ser restaurat en el seu càrrec a l'Exèrcit. El 15 de setembre de 1801, el dia de la coronació del nou emperador Alexandre I va ser ascendit a general de cavalleria. Més tard va ocupar un càrrec administratiu fins al 1803.

## Temps com a governador i comandant
Des del 1803 Tormàssov serví com a governador de Kíev, Minsk i des de 1807 a Riga. Entre 1809 i 1811 exercí com a virrei de Geòrgia i com a comandant en cap del Caucas. Després que comencés la invasió francesa Rússia, Tormàssov va convertir en el Comandant en Cap dels 40.000 homes del Tercer Exèrcit de Reserva d'Observació el 27 març de 1812. Avançant cap al nord contra Jean Reynier a mitjans de juliol, va aclaparar la brigada saxona de Klengel el 27 de juliol a Kobrin, la qual cosa marcà la primera victòria de Rússia en la campanya. Tormàssov va rebre l'Orde de Sant Jordi de segona classe per això. Fou derrotat al seu torn per Reynier i Schwarzenberg a Gorodetxno (actual Garadetxna a Belarús). L'1 d'agost les tropes russes es van retirar primer a Kobrin, i després a Lutsk, per connectar amb l'exèrcit del Danubi, que marxava a Rússia després de la pau de Bucarest amb la Porta Otomana.
Al setembre, es va unir a l'exèrcit i fou obligat a retirar-se precipitadament per Schwarzenberg a Brest. Aviat el comandament dels exèrcits units fou transferit a Pàvel Txitxàgov i Tormàssov fou cridat de nou al quarter general on s'encarregà del control intern de les tropes i de la seva organització. Tormàssov va participar en les batalles de Maloiaroslàvets, Viazma i Krasnim, i amb el gruix de l'exèrcit va travessar la frontera de l'imperi el desembre de 1812.
Quan Kutúzov caigué malalt, va romandre a Buntslau, i Tormàssov va prendre temporalment la comandància en cap cap de l'exèrcit, càrrec en què va romandre després de la mort d'aquell. El 1813 va dirigir l'exèrcit rus a la Batalla de Lützen, però després va renunciar a causa de problemes de salut.

## Carrera posterior i darrers anys
Després de deixar el servei militar es va convertir en membre del Consell d'Estat. El 30 agost de 1814 va succeir el comte Fiódor Rostoptxín com a governador general de la Gubèrnia de Moscou. Dos anys més tard va rebre un títol comtal pels seus esforços en la reconstrucció de la ciutat.
Després de la seva mort a Moscou el 13 de novembre de 1819, va ser enterrat en el monestir de Donskoi. L'únic fill de Tormàssov va morir el 1839 i, per tant, aquesta família es va extingir.